# Vlag van Kampenhout
De vlag van Kampenhout werd door de gemeenteraad op 30 september 1977 officieel vastgesteld als de gemeentelijke vlag van de Vlaams-Brabantse gemeente Kampenhout. Op 21 juni 1978 werd hij door het koninklijk besluit bevestigd en uiteindelijk gepubliceerd op 6 september 1978 in het officiële Belgisch Staatsblad.
Officieel wordt de vlag beschreven als:
Blauw, bezaaid met gele blokjes en met een gele keper over alles heen
De vlag is volledig gebaseerd op het gemeentewapen en ziet er dus helemaal hetzelfde uit.

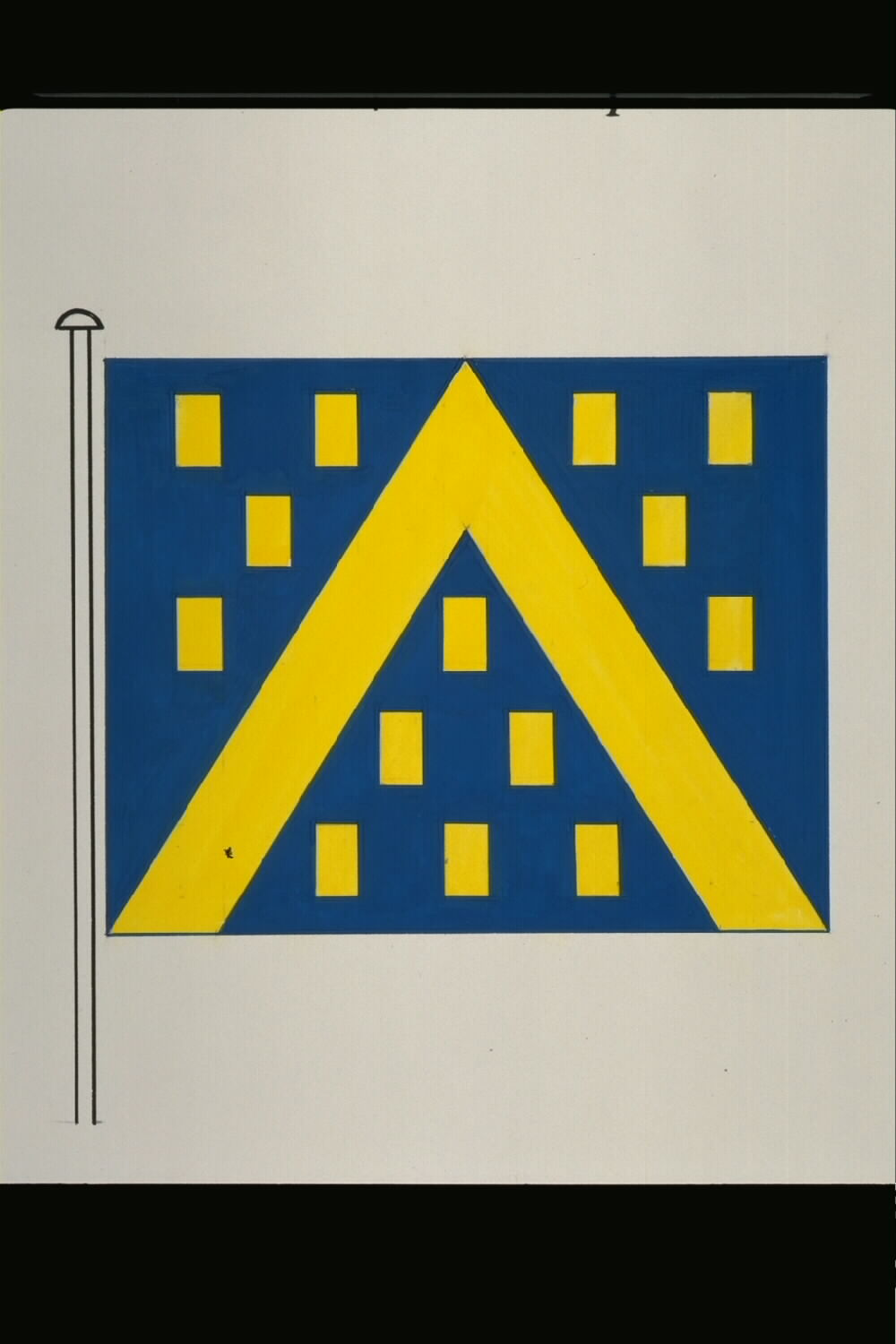
Officiële tekening van de vlag